# Bugula pugeti
Bugula pugeti är en mossdjursart som beskrevs av Robertson 1905. Bugula pugeti ingår i släktet Bugula och familjen Bugulidae. Utöver nominatformen finns också underarten B. p. kiuschiuensis.